# Línea M-260 (Campo de Gibraltar)
La Línea M-260 es una ruta de transporte público en autobús del Consorcio de Transporte Metropolitano del Campo de Gibraltar. Su denominación es La Línea de la Concepción-Tahivilla, y se trata del tramo de la ruta La Línea-Cádiz que circula por el territorio del Campo de Gibraltar, integrado en el sistema tarifario del consorcio. Une La Línea con Tahivilla, pasando por Tarifa y sus pedanías, y continúa hasta Cádiz. Esta línea no para en todas las paradas metropolitanas, solo en las más importantes.
Al incorporarse al Consorcio esta ruta de largo recorrido, los habitantes de Tarifa y sus pedanías tienen una conexión con el aeropuerto de Gibraltar, situado al otro lado de la Verja respecto a la estación de autobuses de La Línea, además de las correspondencias ya existentes con las estaciones de autobús y tren de Algeciras con rutas a Antequera y Madrid entre otros destinos.

## Recorrido y paradas

### Sentido Tahivilla
| Parada                                             | Común con | Municipio                 | Zona |
| -------------------------------------------------- | --------- | ------------------------- | ---- |
| Estación de autobuses de La Línea de la Concepción |           | La Línea de la Concepción | B    |
| El Toril                                           |           | San Roque                 | AB   |
| Estación de autobuses San Bernardo                 |           | Algeciras                 | A    |
| Terminal Tarifa                                    |           | Tarifa                    | C    |
| Cruce Facinas                                      |           | Tarifa                    | F    |
| Cruce Tahivilla                                    |           | Tarifa                    | F    |
| Continúa a Cádiz                                   |           |                           |      |

### Sentido La Línea de la Concepción
| Parada                                             | Común con | Municipio                 | Zona |
| -------------------------------------------------- | --------- | ------------------------- | ---- |
| Procede de Cádiz                                   |           |                           |      |
| Cruce Tahivilla                                    |           | Tarifa                    | F    |
| Cruce Facinas                                      |           | Tarifa                    | F    |
| Terminal Tarifa                                    |           | Tarifa                    | C    |
| Estación de autobuses San Bernardo                 |           | Algeciras                 | A    |
| El Toril                                           |           | San Roque                 | AB   |
| Estación de autobuses de La Línea de la Concepción |           | La Línea de la Concepción | B    |